# A iosa
A iosa è un'espressione della lingua italiana, utilizzata sia nel lessico colloquiale che letterario, che significa "abbondantemente" o "in grande quantità".
Tale espressione è probabilmente derivata, per corruzione dovuta alla particolare pronuncia toscana, dal termine chiosa, con il quale venivano indicate le monete fasulle utilizzate per i giochi dei fanciulli. Un corrispondente esempio moderno, è individuabile nelle monete usate per i giochi come il Monopoly.

## Storia
Tra i vari dizionari, il Vocabolario Treccani riporta la voce "a iosa" ma dà etimo incerto. Il Dizionario della lingua italiana di Nicolò Tommaseo (consultabile online) riporta invece questa voce con l'entrata "a josa" e la identifica come locuzione avverbiale, dando una spiegazione etimologica con la parola araba joszon "opulenza". Il Grande dizionario della lingua italiana (GDLI) di Salvatore Battaglia, riporta la voce "iosa" ancora una volta con etimo incerto, suggerendo allo stesso tempo una congettura etimologica nelle Note al Malmantile:
«*A  iosa ’, credo sia parola corrotta, e che si dovesse dire *a  chiosa ’...Chiosa s’intende per moneta di niun valore; ...sicché dicendosi: della tal mercanzia ve n’era a iosa o a chiosa, s’intende che di quella mercanzia ve n’era così grande abbondanza, e per questo era a così vii prezzo che se n’aveva fino per una chiosa»
Come altre espressioni proverbiali questo ha portato alla speculazione sulla sua origine, che la vedrebbe secondo alcuni legata al dialetto barese, mentre altri lo fanno risalire a quello ligure.
Nel Vocabolario etimologico della lingua italiana di Ottorino Pianigiani, compare sicuramente la già espressa teoria per la quale "a iosa" dovrebbe essere pervenuta alla lingua moderna dalla pratica di utilizzare le "chiose", ovvero dischi che replicavano la forma del denaro, ma non il valore: erano coniate in piombo (per la facilità di reperimento e per la bassa temperatura di fusione) e, talvolta, persino ricavate dal legno.
È opinione che questi soldi finti venissero inizialmente adoprati principalmente nei giochi dei bambini, che tendevano ad imitare il gioco d'azzardo visto negli adulti. In alcuni periodi storici durante i quali veniva effettuato un rigido controllo per il rispetto delle leggi che vietavano i giochi d'azzardo, le chiose furono però utilizzate anche dagli adulti per aggirare i divieti. Da questo escamotage nacque l'uso delle fiche, poi divenute di normale utilizzo sui tavoli da gioco, nella seconda metà del XIX secolo.
L'espressione "a chiosa" o "a iosa", vuole dunque indicare una merce di tale abbondanza e disponibilità da poter essere acquistata anche con pagamento in chiose. 

## Grammatica
Dal punto di vista sintattico, a iosa è considerata una locuzione avverbiale.
L'espressione compare anche nei vari repertori di polirematiche della lingua italiana; si tratta cioè di un'espressione composta da due parole con un solo significato. Nei vocabolari, infatti la parola "iosa" compare soltanto come parte dell'espressione "a iosa", anche confortati da un identico uso colloquiale.